# نینو
شهر نینو (به فرانسوی: Ninove) در شهرستان الست  در استان فلاندری شرقی  در منطقه فلاندری در کشور بلژیک واقع شده‌است.